# Sender Burg

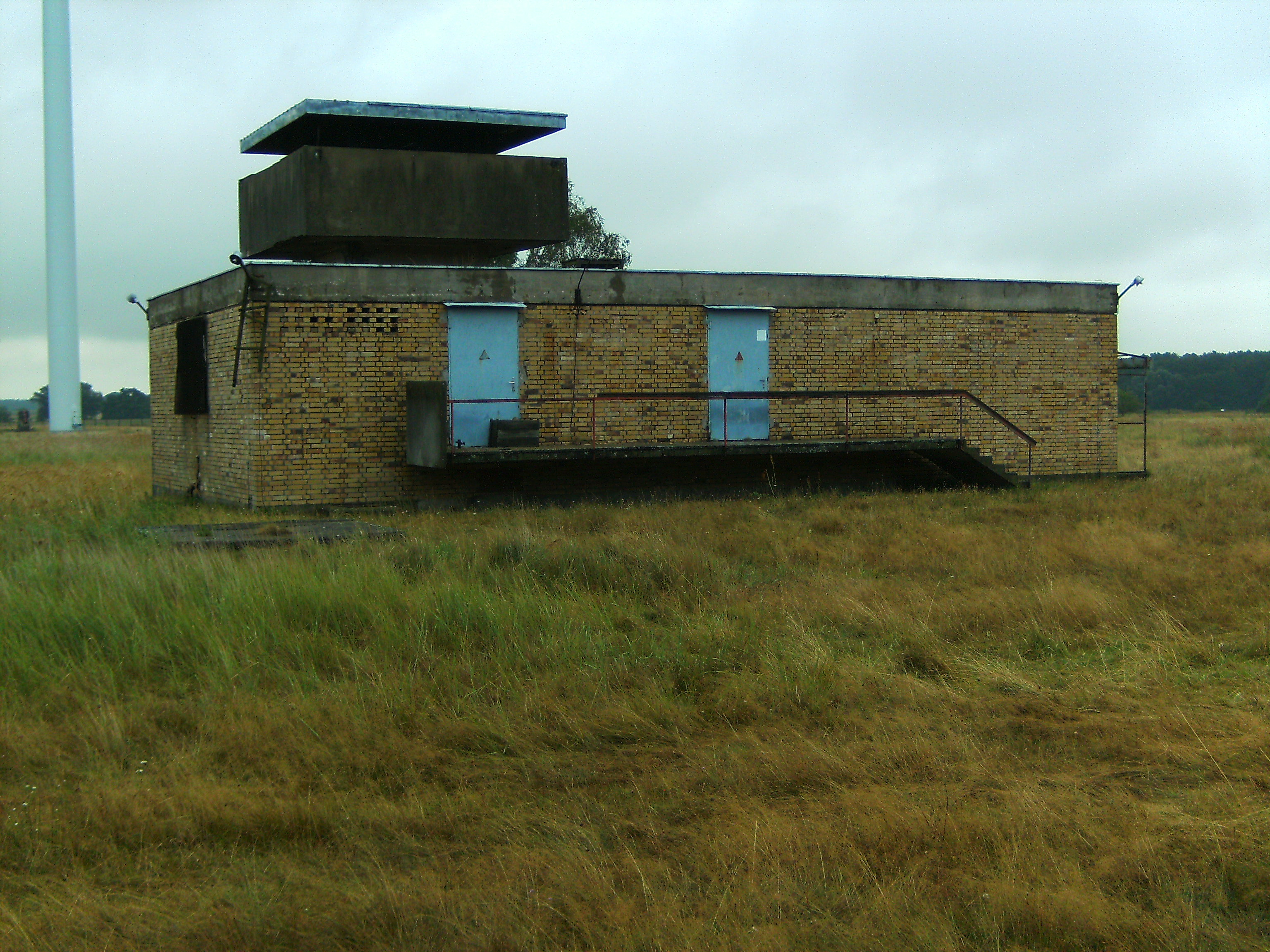
Abstimmhaus des einstigen Sendemastes SL3

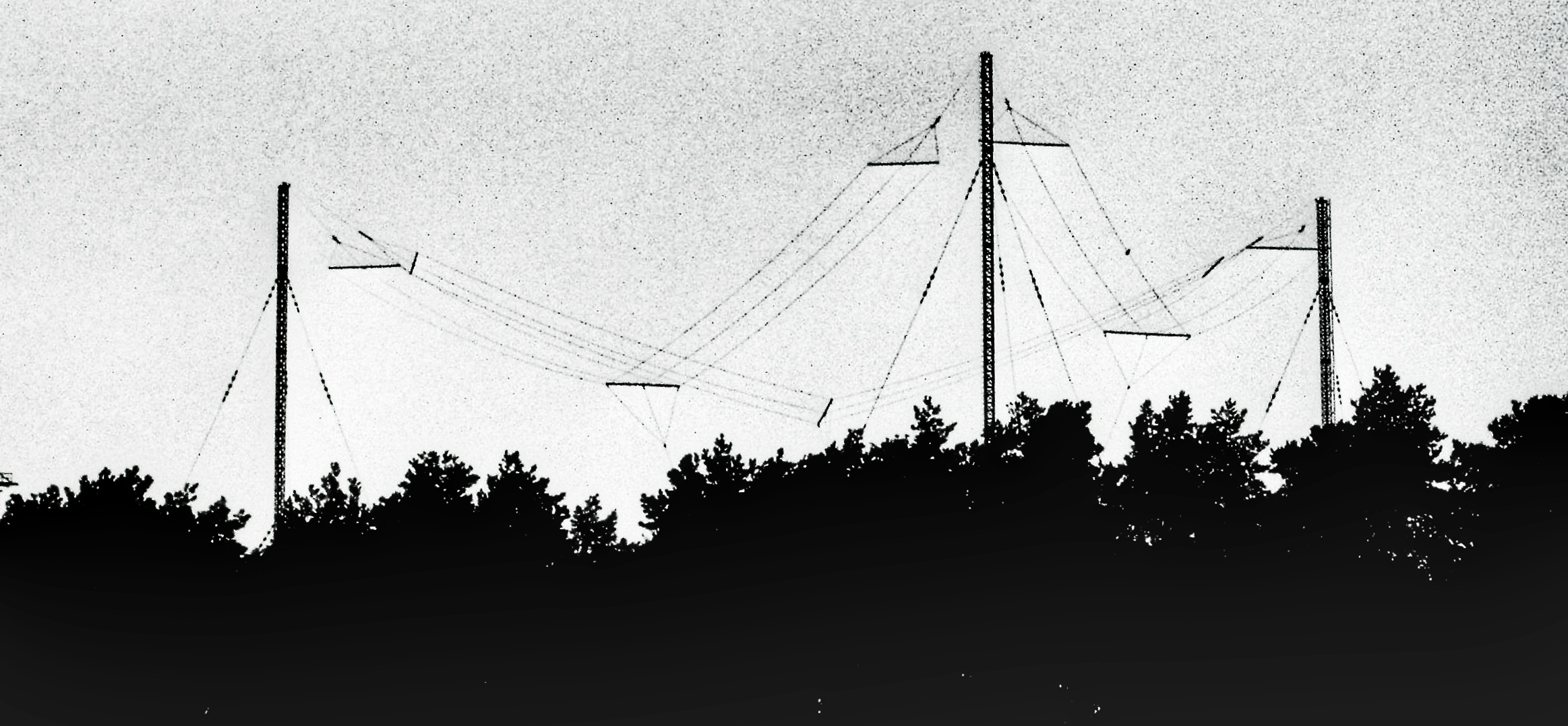
Dreieckflächenantenne

Der Sender Burg von Media Broadcast für Rundfunk im Lang- und Mittelwellenbereich befindet sich im Ortsteil Brehm von Burg (bei Magdeburg). Die beiden markantesten Bauwerke dieser Anlage sind ein 324 Meter hoher abgespannter Stahlfachwerkmast sowie ein 210 Meter hoher abgespannter Rohrmast.
Der 324 Meter hohe frühere Mast für Langwelle wird heute nicht mehr für den Hörfunk genutzt. Er ist eine geerdete Konstruktion mit dreieckigem Querschnitt und trug bis zu Beginn der 1990er Jahre eine hocheffektive schwundmindernde Sendeantenne in Form einer in der Sowjetunion entwickelten speziellen Reusenantenne, die als ARRT-Antenne bezeichnet wurde. Sie diente zu DDR-Zeiten dem auf der Frequenz 783 kHz betriebenen 1000-kW-Mittelwellensender, welcher der stärkste Sender der DDR war, als Sendeantenne. Diese Reusenantenne wurde zu Beginn der 1990er Jahre demontiert. In der zweiten Hälfte der 1990er Jahre erhielt der Sendemast eine Reusenantenne für Langwelle auf der Frequenz 261 kHz, über die bis 2000 das Programm von Radioropa Info verbreitet wurde. Heute dient sie zur Ausstrahlung der Frequenz 139 kHz des Senders DCF 39, eines von der Europäischen Funk-Rundsteuerung GmbH (EFR) betriebenen Funkdienstes zur Fernsteuerung von elektrischen Verbrauchern, wie Straßenlampen. Eine Wiederaufnahme des Sendebetriebs auf der Langwellenfrequenz 261 kHz im DRM-Modus war angedacht.
Der Stahlfachwerkmast gehört zu den sieben höchsten Bauwerken Deutschlands. Zum Zeitpunkt seiner Fertigstellung 1953 war er das höchste Bauwerk der DDR und darüber hinaus das höchste in ganz Deutschland (DDR und Bundesrepublik). Noch heute ist er das höchste Bauwerk Sachsen-Anhalts.
In einigem Abstand von dem noch heute bestehenden 210-Meter-Rohrmast befand sich ein zweiter Mast gleicher Größe, der 2006 gesprengt wurde. Beide 210 Meter hohe Rohrmaste sind bzw. waren gegen Erde isoliert. Einer der beiden Rohrmaste konnte als fußpunktgespeister selbststrahlender Sendemast für Lang- und Mittelwelle benutzt werden, während der andere Sendemast nur für den Mittelwellenbereich verwendet werden konnte.
Als weitere Antennenanlagen gibt es noch drei Steilstrahlantennen, die an je zwei freistehenden Stahlfachwerktürmen aufgehängt sind und als Sendeantenne eines zur Zeit stillgelegten Mittelwellensenders auf der Frequenz 1575 kHz dienen sowie eine Dreieckflächenantenne für Mittelwelle.
Von 1967 bis 1976 gehörte zu dieser Anlage noch ein 350 Meter hoher Sendemast für Langwelle, der Stahlrohrgittermast SL3 zur Verbreitung des Programms von Radio Wolga. Dieser Sendemast befand sich, um das Strahlungsfeld der anderen Masten nicht zu beeinflussen, in einem Abstand von 2,2 Kilometer von den anderen Masten an der Landstraße von Burg nach Grabow, nahe dem Burger Ortsteil Gütter. Er stürzte am 18. Februar 1976 wegen eines defekten Bolzens ein und wurde nicht wieder aufgebaut. Es sind aber noch einige Fundamentreste der Abspannungen sowie das Abstimmhaus vorhanden (Koordinaten: 52° 16′ 9″ N, 11° 55′ 24″ O).
Am ehemaligen Fußpunkt des Sendemastes, dessen Umzäunung noch heute vollständig erhalten ist, steht heute eine private Windkraftanlage. Als Ersatz wurde einer der beiden 210 Meter hohen Stahlrohrmaste so umgebaut, dass er auch das Programm von Radio Wolga und der Stimme Russlands (später auch von Radioropa Info) im Langwellenbereich abstrahlen konnte.
Am 22. Juni 2006 wurde einer der beiden 210-Meter-Rohrmasten mit gezielten Sprengladungen zum Einsturz gebracht. Als Grund für die Beseitigung nennt die in Magdeburg erscheinende „Volksstimme“ dessen abgängigen Zustand, der nach Aussagen von T-Systems eine etwa 800.000 Euro teure Rekonstruktion erforderlich gemacht hätte. Ein künftiger Bedarf für diesen Mast habe sich jedoch nicht nachweisen lassen. Den verbliebenen 210-Meter-Mast hat der Betreiber zur Ausstrahlung des deutschen Programmes der Stimme Russlands vermietet.
Am 17. August 1956 ging von hier der Deutsche Freiheitssender 904 auf 904 kHz (später 908 kHz) auf Sendung. Das anfangs in Ost-Berlin und ab Mitte der 1960er Jahre in Bestensee bei Königs Wusterhausen produzierte Programm, wurde abends von 20.00 bis 21.00 Uhr und von 22.00 bis 23.00 Uhr gesendet. Am 30. September 1971 wurde der Sendebetrieb auf Grund der sich anbahnenden Entspannungspolitik eingestellt. Hinzu kamen der Sturz von Walter Ulbricht, einem großen Fürsprecher der KPD, durch Erich Honecker am 3. Mai 1971 und der Übertritt von Max Reimann, dem langjährigen KPD-Vorsitzenden, in die 1968 neu gegründete DKP am 27. September 1971, also vier Tage vor Sendeende. Wahrscheinlich nicht zufällig am 1. Oktober 1971 wurden auf Beschluss des Staatlichen Rundfunkkomitees der DDR der damalige Deutschlandsender mit der Berliner Welle zu dem neuen Programm Stimme der DDR zusammengelegt.
Von Oktober 1960 bis Juni 1972 wandte sich auch noch der Deutsche Soldatensender 935, der in Berlin-Grünau produziert wurde, auf 935 kHz an die Angehörigen der Bundeswehr. Er nutzte den gleichen 250-kW-Mittelwellensender wie der Deutsche Freiheitssender 904. Sie sendeten daher niemals gleichzeitig. Wegen der notwendigen Frequenzumstimmarbeiten differierten Sendeende- und Sendestart der beiden Sender in der Regel um 15 Minuten.
Am 25. Februar 2014 wurde eine Dreieckflächenantenne aus drei je 50 Meter hohen Sendemasten, die sich unmittelbar neben dem 2006 gesprengten Sendemasten befand, gesprengt.